# مهند علاقي
مهند علاقي (مواليد 6 سبتمبر 1994) هو لاعب كرة قدم سعودي.

## مسيرة اللاعب
لعب سابقاً في نادي حطين ونادي الشرق.